# Дом Яна Гуса
Родной дом Мастера Яна Гуса (чеш. Rodný dům Mistra Jana Husa) — бюргерский дом в Гусинце в Южно-Чешском крае, в котором родился идеолог чешской Реформации и проповедник Ян Гус. Изначально, построенное в готическом стиле здание, было перестроено в 1616 году в стиле ренессанса. В результате пожаров 1859, 1899, 1913 года было реконструировано. Охраняется как памятник культуры с 1958 года и как национальный памятник культуры с 1978 года.

## История

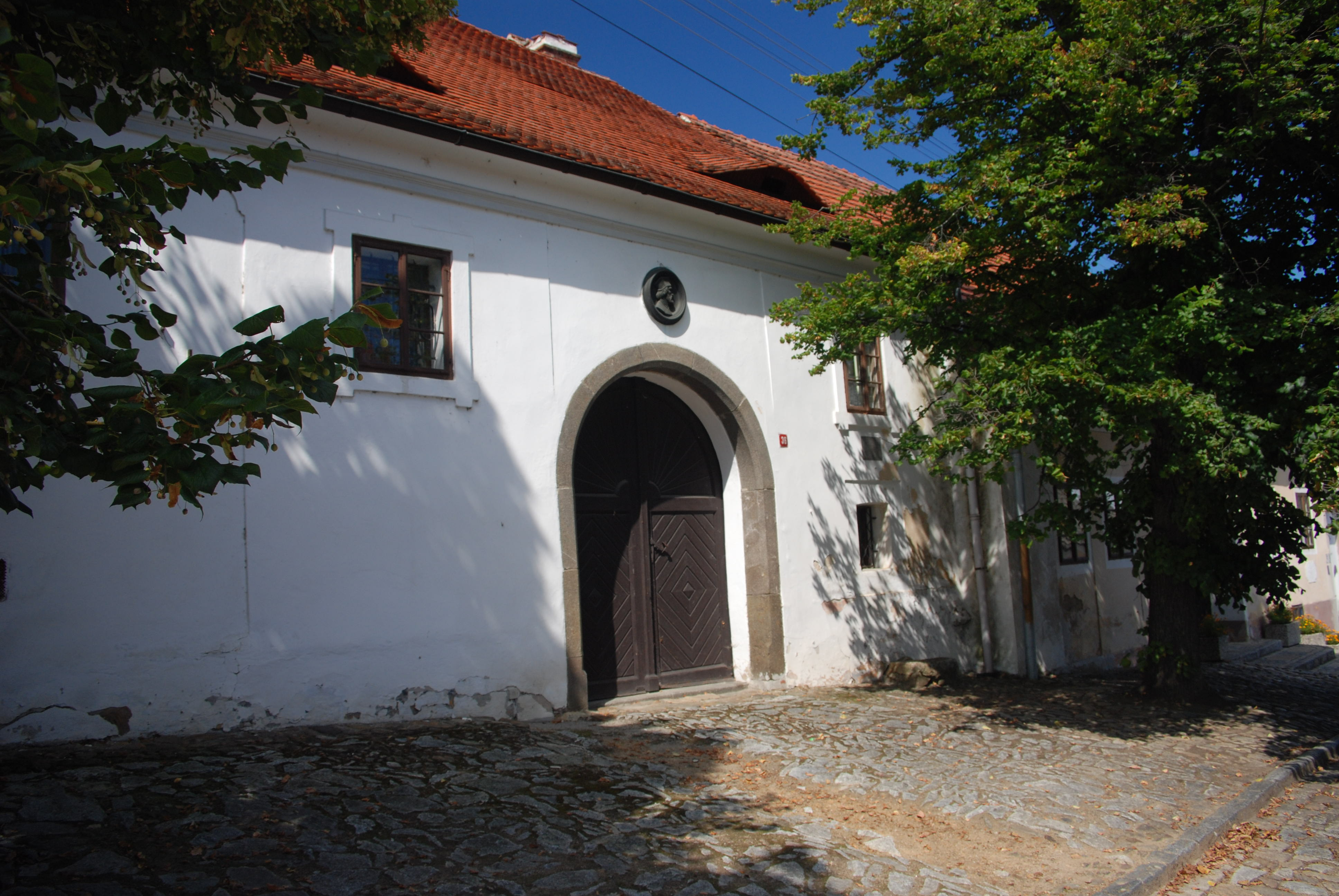
Барельеф с портретом Яна Гуса работы скульптора Богуслава Шнирха над порталом

В 1869 году, во время празднования 500-летия со дня рождения мастера Яна Гуса, на здании появился барельеф с изображением Гуса работы скульптора Богуслава Шнирха. В 1883 году Национальный союз Сватобор выкупил переднюю часть здания и передал его спортзалу «Сокол» в Праге. В 1911 году перед домом были посажены две липы. После окончания Второй мировой войны здание было вновь реконструировано, а в 1952 году в доме был открыт музей мастера Яна Гуса. К 1991 году муниципальные власти смогли избавиться от воздействия идеологических искажений и расширили постоянную экспозицию и галерею родственника Гуса, академического художника, Иосифа Крийзы (1896—1941).

## Экспозиция
В 2014—2015 годах Чехословацкая гуситская церковь  провела полную реконструкцию мемориального комплекса. 30 мая 2015 года было проведено официальное открытие обновлённого музея Яна Гуса. В настоящее время музей Яна Гуса включает в себя два старых дома и некоторые новые постройки, служит для культурно-образовательных целей (экспозиции, выставки, концерты, курсы, семинары и др.). В музее посетители могут ознакомиться с жизнью и деятельностью Яна Гуса, используя современные мультимедийные музейные технологии.